# Jebel Irhoud
Jebel Irhoud è un sito archeologico dove è stato ritrovato il fossile classificato come Jebel Irhoud 1, tra i più antichi riferiti all'Homo sapiens, che si trova nel comune rurale di Ighoud, nella provincia di Youssoufia, a circa 100 km a nord ovest da Marrakech in Marocco.

## Descrizione
Il sito è noto per aver restituito fossili riferibili a sette esemplari. I più noti di questi sono porzioni di due crani adulti, Irhoud 1 e Irhoud 2, la mandibola di un bambino, Irhoud 3, e l'omero di un bambino, Irhoud 4. I primi tre fossili 1-3 furono scoperti mentre si estraeva la barite.  L'industria litica associata ai fossili è chiaramente della media età della pietra, con tecnologia Levallois, e la fauna sembra essere del tardo medio Pleistocene.